# Belagerung von Konstantinopel (626)
Mesiche – Edessa – Satala – Maranga – Dara – Melitene – Solachon – Jerusalem – Konstantinopel – Ninive
Die gescheiterte Belagerung von Konstantinopel im Jahre 626 markierte im letzten Römisch-Persischen Krieg einen Wendepunkt zugunsten der Oströmer/Byzantiner. Die miteinander verbündeten Truppen der Awaren und persischen Sassaniden belagerten die Stadt vom 29. Juli bis zum 7. August 626, mussten jedoch nach der Niederlage der slawischen Ruderer am Goldenen Horn die Belagerung aufgeben. Der 7. August wurde in Konstantinopel noch Jahrhunderte später als Tag der Befreiung von den „Barbaren“ gefeiert.

## Vorgeschichte

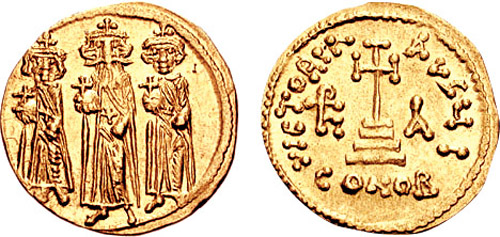
Ein Solidus, auf dem Herakleios mit seinen Söhnen Konstantin III. und Heraklonas abgebildet ist

Nachdem der oströmische Kaiser Maurikios 602 von Phokas gestürzt und ermordet worden war, begann es überall im Reich zu gären. Der sassanidische Großkönig Chosrau II., dem Maurikios einst auf den Thron zurückverholfen hatte, begann einen Krieg gegen Ostrom mit dem erklärten Ziel, den Usurpator vom Thron zu jagen. Der „Rachefeldzug“ schlug jedoch angesichts persischer Erfolge in einen Eroberungsfeldzug um, und die Sassaniden eroberten Armenien und Mesopotamien. 606 fiel die wichtige Grenzfestung Dara und 609 Edessa. Dass es damals bereits einer persischen Armee gelang, bis Chalkedon am Bosporus vorzustoßen, wie spätere Quellen berichten, wird heute von den meisten Forschern bezweifelt. Missernten und Kälte ließen die wachsende Unzufriedenheit mit dem Kaiser in offenen Aufruhr übergehen, in dessen Verlauf Phokas im Jahre 610 von dem Sohn des Exarchen von Karthago, Herakleios, gestürzt wurde.
Dennoch war keine Besserung in Sicht, da Herakleios zunächst damit beschäftigt war, seine Herrschaft im Inneren zu festigen. So konnten die Sassaniden, als sie 611 den Euphrat überschritten, nach und nach alle wichtigen Städte in Syrien einnehmen: Bereits 611 Emesa und Antiochia am Orontes, 613 Damaskus und 614 Jerusalem. Eine große oströmische Gegenoffensive scheiterte 613 katastrophal. Jerusalem war ein besonders harter Verlust für die Römer, denn das Heilige Kreuz fiel in die Hände der Perser und wurde nach Ktesiphon verschleppt. 616 fielen die Perser in das oströmisch beherrschte Ägypten ein, 619 eroberten sie Alexandria und konnten bis 621 die Kornkammer des oströmischen Reiches vollständig unter ihre Kontrolle bringen.
Den Gebieten auf dem Balkan erging es derweil nicht besser: Die Awaren und Slawen hatten wegen der Untätigkeit des Phokas Gelegenheit, sich von den Schlägen zu erholen, die sie durch Maurikios’ Feldzüge erlitten hatten. Sie wurden dann nach 612 aktiv und begannen, Illyrien und Thrakien zu verwüsten und die Gebiete zu plündern. 615 wurden Naissus (heute Niš) und Serdica (heute Sofia) erobert und um 625 erlitt Salona dasselbe Schicksal. Lediglich Thessaloniki, das mehrmals (610?, 615 und 617) belagert wurde, konnte sich halten. Im Jahr 622 ging Herakleios zur Offensive über und konnte die Sassaniden in mehreren kleineren Schlachten im Kaukasusraum besiegen, was die Moral der kaiserlichen Truppen verbesserte. 623 begab er sich nach Konstantinopel, um die Awaren zu Friedensgesprächen zu bewegen. Nach einem gescheiterten Hinterhalt der Awaren auf Herakleios bei Herakleia Perinthos (heute Marmara Ereğlisi) konnten sich der Kaiser und der Awarenchagan, dessen Namen die Quellen nicht überliefern, schließlich auf einen Vertrag über ein Jahrgeld von 200.000 solidi einigen, denn im Krieg gegen die Perser musste Herakleios sich den Rücken im Westen des Reiches freihalten. Im März 624 brach Herakleios zu seinen Truppen nach Armenien auf, um dort gegen die Perser vorzugehen.
Ungeachtet des Tributfriedens gingen die Awaren aber in die Offensive und verbündeten sich mit den Persern. Im Sommer 626, als Herakleios noch in Asien operierte, erschienen vor den Toren Konstantinopels die Heere der Awaren und Slawen, während zur selben Zeit am asiatischen Ufer die Perser aufmarschierten. Es ist sehr unwahrscheinlich, dass man sich „zufällig“ traf, so dass von Verhandlungen im Vorfeld ausgegangen werden kann. An sich widersprach es der Kampfweise von Steppenreitern, gegen Mauern anzurennen; dies umso mehr, als die unter Kaiser Theodosius II. errichteten Mauern Konstantinopels als unüberwindlich galten. Doch dem Awarenchagan blieb keine andere Wahl: Die einzigen Ziele, die auf dem Balkan noch erwähnenswerte Beute hergaben, waren die befestigten Städte, und die Awaren brauchten dringend einen Sieg, denn seit 624 wurde das Reich von Unruhen (Aufstand der böhmisch-mährischen Slawen unter Samo) erschüttert. Wahrscheinlich setzten die Awaren auf die Routine der sassanidischen Perser, die sehr erfahrene Belagerer waren. Chosrau II., der durch die Erfolge des Herakleios ebenfalls wieder unter Druck geriet, versuchte mit einer kopierten Taktik der Oströmer (militärische Operationen im gegnerischen Hinterland) den entscheidenden Schlag zu führen.

## Situation der Kontrahenten

### Perser und Awaren
Der persische Großkönig hatte eine neue Armee ausgehoben und sie dem erfahrenen General Schahrbaraz unterstellt. Dieser war von Syrien aus zum Bosporus marschiert, besetzte Chalkedon und schlug dort seine Lager auf. Das Heer unterschied sich in der Zusammensetzung sicherlich nicht von anderen sassanidischen Heeren: Der Schwerpunkt lag bei ihren schwergepanzerten Reitern, den Kataphraktoi und Klibanarioi sowie berittenen Bogenschützen. Zusätzlich kamen zwangsrekrutierte (?) Infanterie, Bogenschützen und Spezialtruppen für die Belagerungsausrüstung hinzu. Möglicherweise waren auch Kriegselefanten aufgestellt worden.
Das Heer der Awaren umfasste angeblich etwa 80.000 Mann. Auch wenn antike und mittelalterliche Geschichtsschreiber bei solchen Zahlenangaben zu Übertreibungen neigen, scheint das Chronicon Paschale zumindest die Größenordnung zu bestätigen: Die dortige Schilderung, der wohl auf einen offiziellen Bericht eines beteiligten römischen Amtsträgers zurückgeht und damit zuverlässig sein dürfte, nennt eine Vorhut von 30.000 Mann, die die Stadt vor Ankunft des restlichen awarischen Heers eingeschlossen haben soll. Andreas Stratos schätzt das awarische Heer sogar auf 120–150.000 Mann. Der Awarenchagan, der selbst die Belagerung befehligte, hatte alle „wilden Völker, deren Leben der Krieg ist“, aufgeboten. Slawische, gepidische und bulgarische Hilfskontingente unterstützten das awarische Heer. Die Slawen führten Einbäume, so genannte Monoxyla, mit. Die slawischen Ruderer hatten auf ihren zahlreichen Raubzügen große Erfahrung mit dieser Taktik gesammelt und wollten sie gegen die größeren römischen Boote anwenden. Die Belagerungswaffen sollten offenbar erst vor Ort gebaut werden.

### Oströmer
Herakleios wusste von dem Vorhaben der Belagerung, wollte und konnte jedoch seinen strategischen Vorteil an der Nordostfront nicht aufgeben. Er schickte daher neben den Anweisungen für Vorkehrungen nur 12.000 Reiter. Er selbst blieb bei den Truppen in Armenien. Neben den Reitern sollten Stadtmilizen und Zirkusparteien die Verteidigung übernehmen. Die Stadt selbst beherbergte damals wohl ca. 500.000 Einwohner. Das Kommando über die Stadt wurde dem magister militum praesentalis Bonos übergeben, aber auch der vierzehnjährige Mitkaiser und Thronfolger Konstantin III. und der Patriarch Sergios waren in der Stadt. Unterstützt und versorgt wurde die Stadt von der überlegenen oströmischen Flotte.
Dass auf einen Verteidiger 100 Angreifer kamen, wie Theodoros es beschreibt, erscheint aus heutiger Sicht allerdings weit übertrieben.

## Im Vorfeld der Belagerung
Um die Belagerung doch noch abwenden zu können, wurde eine Gesandtschaft unter der Führung des Patricius Athanasios zum Chagan geschickt. Doch dieser wies alle Angebote zurück. Als das awarische Heer Adrianopel erreichte, schickte er Athanasios voraus. Er gab ihm den Auftrag mit, die Byzantiner sollten doch zusehen, mit welchen Geschenken sie ihn noch von der Belagerung der Stadt abhalten könnten. Als Athanasios ein weiteres Mal beim Chagan vorsprach, beantwortete dieser jedoch alle Angebote mit der Aufforderung zur Übergabe der Stadt.
Am 29. Juni 626 erreichte die awarische Vorhut, die ca. 30.000 Reiter umfasst haben soll, die Umgebung der Stadt. Nahe Melantias am Marmarameer schlug sie ihr Lager auf. Kleinere Gruppen stießen bis an die Befestigungen vor, wahrscheinlich zu Erkundungszwecken. Da keine Feinde zu sehen waren, wagten sich 10 Tage später einige Oströmer unter militärischem Schutz aus der Stadt, um ihre Ernte einzufahren. Jedoch kam es zu einigen Scharmützeln, bei denen einige von ihnen getötet wurden oder in Gefangenschaft gerieten. Am selben Tag (wahrscheinlich der 8. Juli) ritten ca. 1000 Awaren nach Galata und zeigten sich nahe der Makabäer-Kirche den Persern, die sich nahe Chrysopolis befanden. In den folgenden Tagen wurde das Gebiet um Konstantinopel geplündert und verwüstet: Dabei fielen den Awaren zahlreiche Kirchen und andere Gebäude zum Opfer.
Genau einen Monat nach dem Erscheinen der Vorhut am 29. Juli erreichte auch die Hauptarmee mit dem Chagan an der Spitze die Stadt. Nun begann der eigentliche Nervenkrieg: Der Chagan ritt vor das Philoxenon-Tor am mittleren Abschnitt der Theodosianischen Mauer und zeigte seine Macht. Der in der Morgensonne funkelnde Panzer, Schilde und Waffen musste auf die Stadtbewohner, die das Schauspiel von der Mauer betrachteten, schrecklich gewirkt haben. Um die sinkende Moral wieder aufzurichten, zog der Patriarch Sergios mit einer wundertätigen, angeblich nicht von Menschenhand gemalten Ikone auf der Stadtmauer entlang. Zusätzlich ließ er weitere Marien-Bilder malen und auf der Mauer aufstellen. Die Muttergottes sollte die Stadt vor dem großen Unheil erretten.

## Verlauf

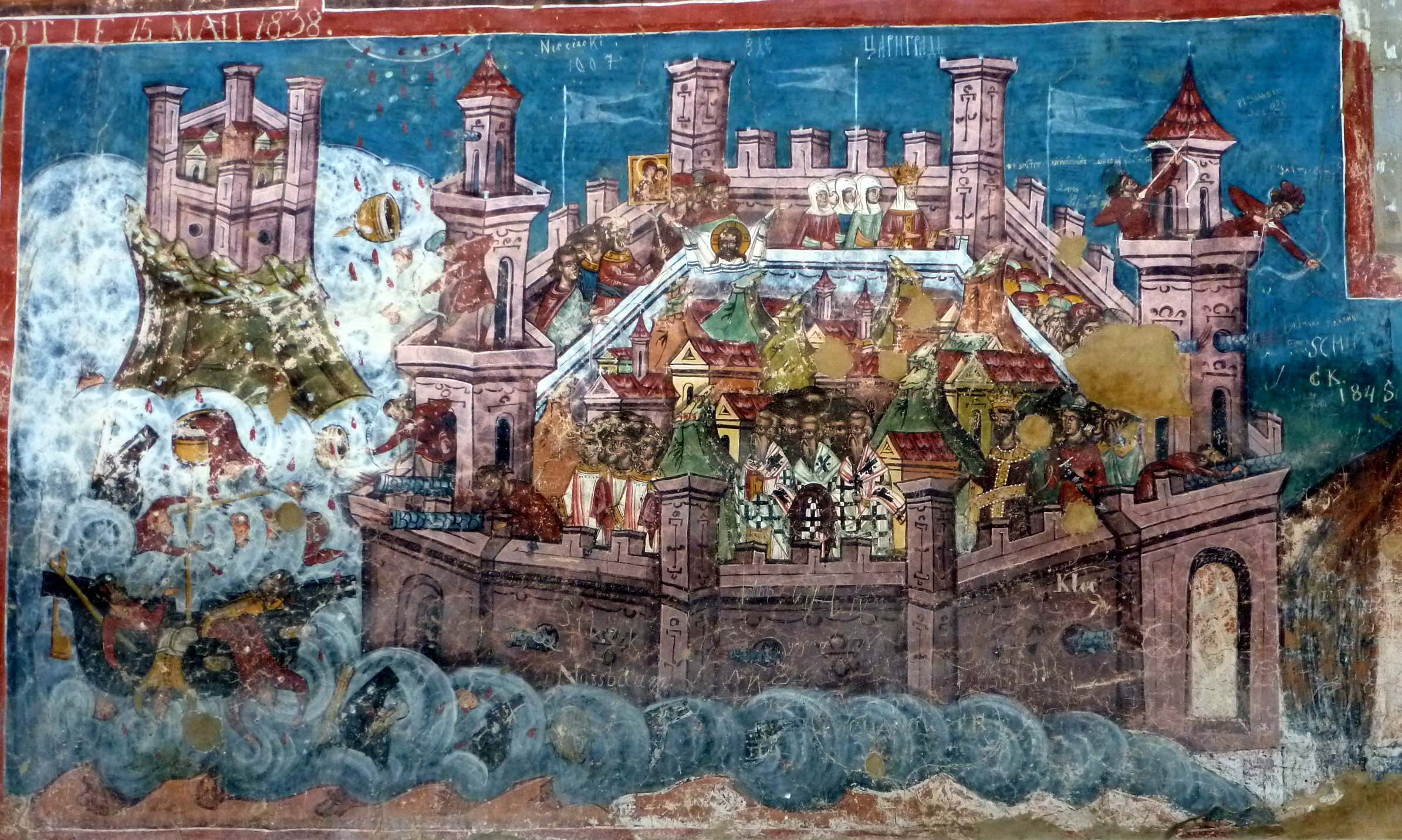
Die Belagerung von Konstantinopel 626 durch sassanidische Perser und Awaren (Malerei an der Außenwand der Klosterkirche von Moldovita 1537)

Der Belagerungsring wurde nun geschlossen, und am nächsten Tag begann der Chagan in Ruhe den Sturm vorzubereiten. Als er von den Städtern noch die Lieferung von Vieh verlangte, kam Konstantin der Forderung sogar nach, um den Chagan nicht weiter aufzustacheln. Am 31. Juli begannen die Angriffe. Dabei konzentrierten sich die Awaren auf den einen Kilometer langen Abschnitt zwischen Pemptu- und Polyandriu-Tor. An den anderen Abschnitten wurden Slawen aufgestellt. In der ersten Schlachtreihe kämpften ungeschützte Slawen, dahinter angesehenere, gepanzerte awarische Soldaten. Die Mauern wurden fortwährend mit Pfeilen überschüttet. Die Kämpfe dauerten bis zur elften Stunde an, bis man die ersten Belagerungsmaschinen einsatzbereit hatte. Anscheinend waren die Awaren in der Konstruktion solcher Waffen schon recht geübt.
Am 1. August folgte daher der erste Angriff mit Belagerungswaffen: Neben dem herkömmlichen „Inventar“ an Belagerungswaffen (Stein- und Brandschleudern, „Schildkröten“ und „Widder“) wurden zusätzlich 12 riesige Belagerungstürme in dem Abschnitt zwischen Polyandriu-Tor und Hagiu-Romanu-Tor in Stellung gebracht. Einer von den Matrosen, welche die Mauer mit verteidigten, entwickelte eine Konstruktion, die es den Verteidigern erlaubte, mehrere Belagerungstürme in Brand zu stecken. Dort, wo der Belagerungsring das Goldene Horn erreichte, ließen die Slawen ihre Einbäume zu Wasser. Sie sammelten sich bei der Kalliniku-Brücke, wo die großen Schiffe der Oströmer wegen der Untiefen nicht manövrieren konnten.
Während der Kämpfe unterbreitete Bonos dem Chagan ein weiteres Verhandlungsangebot. Dieser antwortete wie zuvor mit der Forderung nach der Übergabe der Stadt und ihrer Reichtümer. Trotzdem machte sich am 2. August eine hohe Delegation mit reichen Geschenken auf den Weg zum Chagan. Unter ihnen waren Athanasius, Georgios Pisides und Theodoros Synkellos. Zum selben Zeitpunkt waren auch drei Perser anwesend. Während sie sitzen durften, mussten die Oströmer stehen. Triumphierend teilte der Chagan ihnen mit, dass Schahrbaraz ihm Unterstützung schicken würde; persische Eliteeinheiten sollten mit Hilfe der slawischen Ruderer über den Bosporus gesetzt werden. Wie viele Soldaten jedoch übergesetzt werden sollten, darüber geben die Quellen widersprüchliche Angaben: Das Chronicon Paschale nennt 3.000 persische Soldaten, Georgios Pisides lediglich 1000.
Außerdem wiederholte der Chagan seine Forderung nach der Übergabe, jedoch mit einer kleinen Veränderung: Die Stadt samt ihren Reichtümern solle in die Hände der Awaren fallen, die Bewohner dagegen sollten sich den Persern ausliefern. Dass die Oströmer weiter auf Verhandlungen bestanden, zeigt, dass sie sich keineswegs nur auf die Befestigungen der Stadt verlassen wollten. Die Vergangenheit zeigte, dass man gerade in kritischen Momenten den Frieden vom Chagan erkaufen konnte. Diesmal aber enttäuschte der Chagan diese Hoffnung. Wahrscheinlich war er der Meinung, dass die Lage der Oströmer ausweglos sei. Dass aber die Perser von Chalkedon aus kaum eingreifen konnten, solange die oströmische Flotte den Bosporus beherrschte, muss dem Chagan wohl entgangen sein. Nach einigen Wortgefechten verließen die Gesandten das Lager des Feindes, dem man die Geschenke sogar überließ (bzw. überlassen musste).
In der Stadt war an diesem Abend die Stimmung gedrückt. Dennoch entschloss man sich, die einzige Chance zu ergreifen und die Vereinigung der beiden feindlichen Heere zu vereiteln. Die Wachsamkeit machte sich schließlich noch in derselben Nacht bezahlt. Die drei persischen Gesandten, die den Bosporus an der engsten Stelle nahe Chalai überqueren wollten, wurden von der Flotte gestellt und überwältigt. Den Erfolg nutzte man zu einem „Spektakel demonstrativer Grausamkeit, an denen die Byzantiner immer wieder Gefallen fanden“: Dem ersten Gefangenen schnitt man die Hände ab und band sie, ebenso wie den Kopf des zweiten Persers, der bereits bei der Festnahme umkam, um den Hals. Der dritte Gesandte wurde auf einem Schiff in Sichtweite der Perser enthauptet und sein Kopf mit einem höhnischen Brief vor die Füße des persischen Heeres geworfen. Am 3. August, einem Sonntag, erschien vor den Mauern ein awarischer Gesandter, der den Oströmern vorwarf, die Leute getötet zu haben, die noch tags zuvor mit dem Chagan gespeist hatten. Der Chagan erschien ebenfalls vor den Mauern, und die Bewohner schickten ihm in einem Akt der „Großzügigkeit“ Speisen und Wein.
Den gesamten Sonntag wurde weiter gekämpft, ebenso wie am Montag und Dienstag. In der Nacht zum Montag versuchten die slawischen Ruderer dann, die persische Unterstützung überzusetzen. Da die oströmische Flotte mit Winden zu kämpfen hatte, gelang es ihnen auch, das andere Ufer zu erreichen. Auf dem Rückweg setzten sich aber die Oströmer durch, und ein sehr großer Teil der Slawen sowie der persischen Soldaten wurde getötet. An den darauffolgenden Tagen verstärkten die „Barbaren“ ihre Angriffe, wobei sie sich auf die Gegend um das Blachernenviertel, an jenem Ende, wo die Mauer in das Goldene Horn hineinragte, konzentrierten.
Die Entscheidung fiel aber nicht an den Mauern, sondern zur See. Die Hoffnungen der Awaren waren auf die Monoxyla gerichtet, die nun gegen das nur schwach befestigte Ufer des Goldenen Horns anstürmten. Neben den slawischen Ruderern kämpfte schwergepanzerte (proto-)bulgarische Infanterie. Angeblich sollen auch slawische Frauen unter den Ruderern gewesen sein. Die Angriffe konzentrierten sich auf das nordwestliche Ende der Stadt. Gegen die Monoxyla setzten die Oströmer erfolgreich Zwei- und Dreiruderer ein. Eine Kriegslist entschied angeblich das Ende der Schlacht: Armenische Seeleute, die an der Seite der Römer kämpften, entzündeten im Hafen bei Hagios Nikolaos ein Feuer, das die Slawen fälschlicherweise für das vereinbarte Signal der Awaren hielten, so dass sie nun die Bucht überquerten. In der Bucht gerieten sie jedoch in den Hinterhalt der Armenier, die alle Slawen niedermachten und die erbeuteten Einbäume an Land brachten. Der Chronist Sebeos berichtet, hierbei seien auch einige tausend persische Soldaten getötet worden; trifft dies zu, so bedeutet es, dass man bereits mit dem Übersetzen sassanidischer Truppen nach Europa begonnen hatte.
Mit dem Scheitern dieses Unternehmens und der Vernichtung der slawischen Boote war die Entscheidung gefallen. Die Perser, die erfahrene Städtebelagerer waren, konnten nicht direkt in die Kämpfe eingreifen, und weder die gefürchteten awarischen Panzerreiter noch der tödliche Pfeilhagel, der so manche Schlacht entschieden hatte, konnte die Kaiserstadt zu Fall bringen. Die awarischen Belagerungswaffen waren der militärtechnischen Überlegenheit der Oströmer nicht gewachsen und die Perser nicht in der Lage, die Stadt mit eigenen Schiffen von der See anzugreifen. Hinzu kam, dass nun ein Entsatzheer unter Theodoros, dem Bruder des Herakleios, heranrückte.
Der Chagan, der die Schlacht von einem Hügel beobachtet hatte, ritt nach der Niederlage in sein Lager und schlug sich, so die Quellen, klagend auf Brust und Wangen. Danach befahl er einen geordneten Rückzug. Die ganze Nacht hindurch wurden die verbliebenen Belagerungswaffen verbrannt. Auch einige Kirchen fielen dem Feuer zum Opfer, darunter die Kosmas-Kirche und die Damian-Kirche. Als die Perser die Rauchschwaden sahen, hielten sie die Stadt zunächst für gefallen. Sie verfolgten das Spektakel eher skeptisch: Einerseits waren sie froh, die feindliche Hauptstadt fallen zu sehen, andererseits missgönnten sie dem Chagan diesen Erfolg.
Kurz bevor das awarische Heer aufbrach, sandte der Chagan den Oströmern einen Brief: Nicht aus Furcht ziehe er sich zurück, sondern aus Knappheit der Lebensmittel. Er müsse nun die Versorgung des Heeres sicherstellen, aber er werde wiederkommen. Am 8. August waren nur noch vereinzelte Reiter zu sehen. In der letzten Phase kam es zu Spannungen zwischen den Slawen und dem Chagan, denn dieser hatte die Überlebenden der slawischen Ruderer in seiner Wut umbringen lassen, so dass er im Nachhinein die Slawen zwingen musste, ihm nun zu folgen. Auch für die Oströmer waren die Zerfallserscheinungen beim Feind nicht zu übersehen. Bonos musste schließlich sogar die Stadtbewohner daran hindern, auf eigene Faust den „Barbaren“ nachzustellen. Am Abend veranstaltete der Patriarch Sergios eine erste Dankprozession zum Sieg über die „Barbaren“.

## Folgen

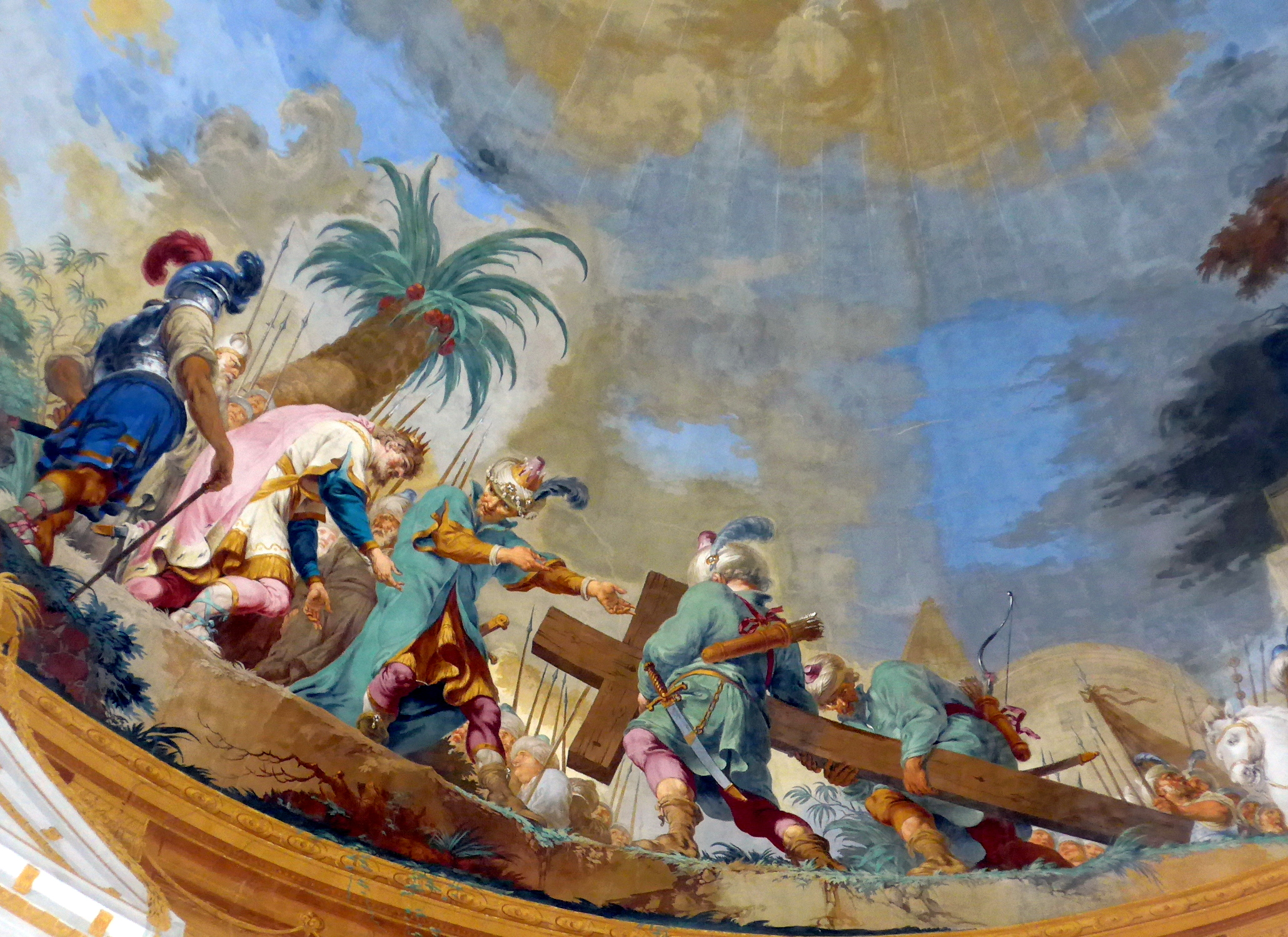
Rückgabe des Kreuzes Christi 629/30 an den oströmischen Kaiser Herakleios durch die sassanidischen Perser.

Die Niederlage erschütterte das awarische Königtum schwer, und es kam in der Folgezeit zu inneren Auseinandersetzungen, die das Reich der Awaren an den Rand des Abgrundes brachten. Viele der von den Awaren unterworfenen Völker drängten zur Unabhängigkeit, unter anderem die Bulgaren, Serben und Kroaten, die dabei alle von Ostrom unterstützt wurden. Durch die fehlgeschlagene Belagerung und die Erfolge des Herakleios verloren die Sassaniden zusehends die Hoffnung, den Krieg auf absehbare Zeit siegreich beenden zu können. Nach einigen für die Oströmer erfolgreichen Schlachten fiel die Entscheidung schließlich im Dezember 627 in der Schlacht bei Ninive. Chosrau II., der seine Generäle für diese Niederlage verantwortlich machte, wurde im Februar 628 von seinem Sohn Siroe abgesetzt und hingerichtet. Die Perser mussten im Friedensvertrag von 629 alle seit 603 besetzten Gebiete räumen und das „Kreuz Christi“ zurückerstatten. Doch konnten sich die Römer (Byzantiner) nicht lange an den Erfolgen erfreuen: Mit den Eroberungserfolgen der islamischen Araber brach schon 634 ein neues Unheil und eine neue Herausforderung über das Imperium Romanum herein.